# Geminiraptor
Geminiraptor — рід тероподових динозаврів троодонтид, який мешкав у Північній Америці в період ранньої крейди. Гемініраптор був маленьким наземним двоногим хижим паравіаном. Типовим видом Geminiraptor є G. suarezarum.

## Опис
Верхньощелепна кістка довга та низька, а відросток над анторбітальним вікном горизонтальний, подібно до інших розвинених троодонтидів. Однак деякі особливості верхньої щелепи більше схожі на стан базальних троодонтидів, таких як Sinovenator. До них належать наявність передщелепного вікна, яке видно збоку, вузька передщелепна перетинка (кістковий стрижень між верхньощелепними та передщелепними вікнами) і вузька міжчелюстна перетинка (кісткова перетинка між верхньощелепними та передньощелепними вікнами).
Гемініраптор унікально характеризується наявністю великої пневматичної камери, яка розширює верхню щелепу до трикутної форми в поперечному перерізі, з основою, утвореною кістковою полицею, лінгвальною до зубів. Збереглося дев'ять альвеол, хоча, оскільки відсутні передній і каудальний кінчики верхньої щелепи, їх було більше. Альвеоли мають характерну квадратну форму та розділені невеликими кістковими стінками, ця особливість відома лише у синовенаторів серед інших троодонтидів.
Палеонтолог Томас Р. Хольц молодший оцінив його вагу близько 2,27—9,1 кг і можливу довжину 1,5 м. Попри те, що Гемініраптор все ще є досить маленьким динозавром, він більший за більшість інших троодонтидів ранньої крейди, а пропорції верхньої щелепи більше схожі на пропорції пізньої крейди.

## Палеоекологія
Гемініраптор був першим повідомленням про троодонтидів у ранній крейді Північної Америки, що довело їх існування. Він мешкав у Нижній Жовтій Кітці, члені гори Кедр приблизно 139—134 мільйони років тому. Середовища були напівпосушливими територіями із заплавними преріями, річковими лісами та відкритими лісами. Було також витлумачено, що там було заболочене середовище, схоже на болото.

## Галерея

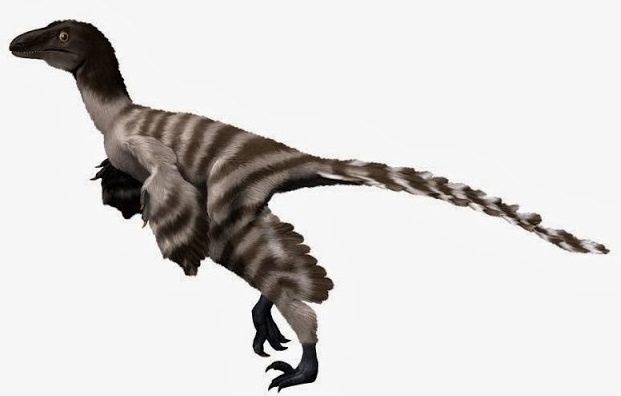
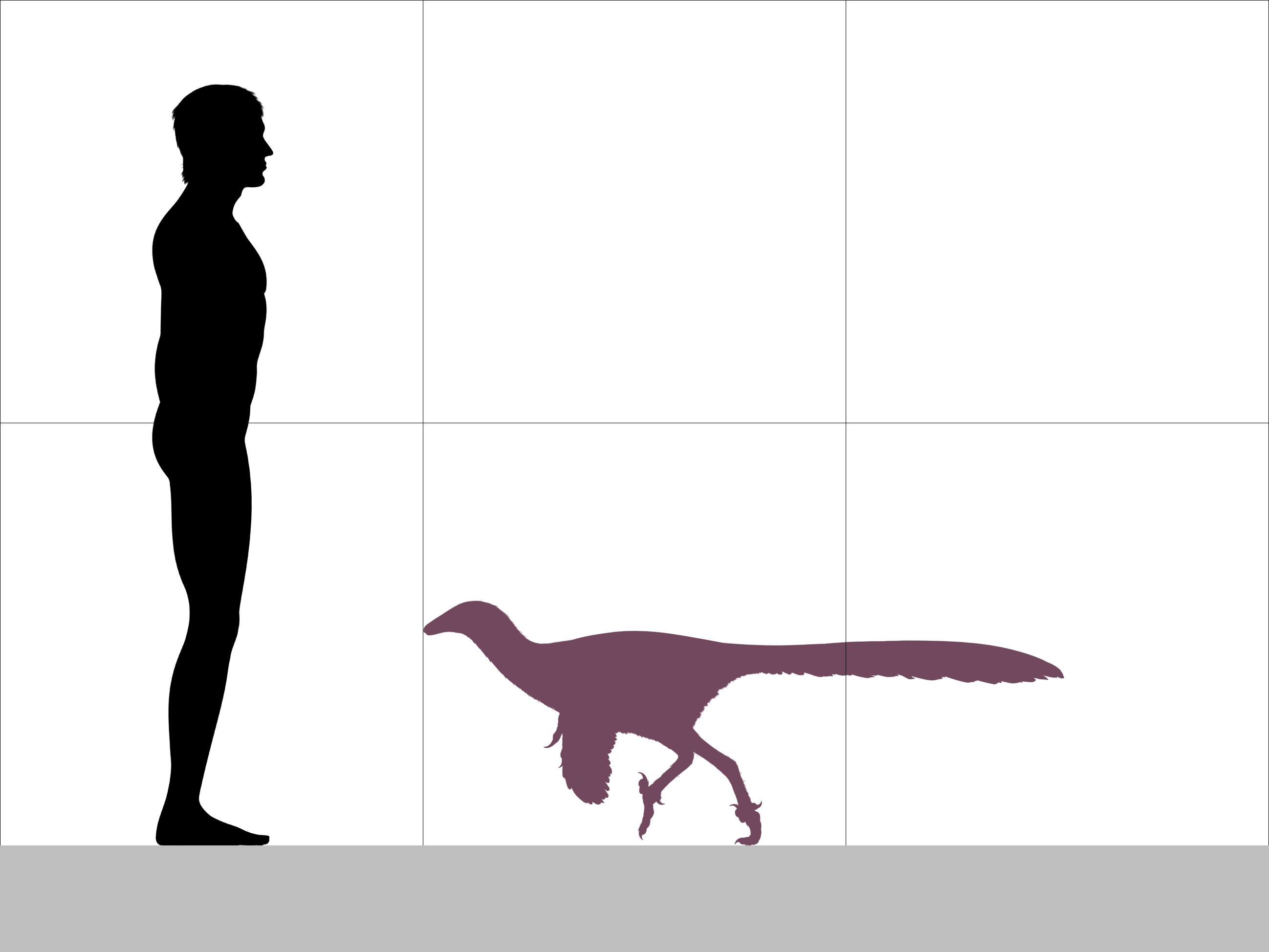